# Stari Strilyschtscha
Stari Strilyschtscha (ukrainisch Старі Стрілища; russisch Старые Стрелища/Stayje Strelischtscha, polnisch Strzeliska Stare) ist ein Dorf im Rajon Lwiw der Oblast Lwiw im Westen der Ukraine.
Am 12. Juni 2020 wurde das Dorf ein Teil neu gegründeten Stadtgemeinde Bibrka im Rajon Lwiw; bis dahin gehörte es zusammen mit dem Dorf Linija zur Siedlungsratsgemeinde bzw. ab dem 4. September 2015 zur Siedlungsgemeinde Nowi Strilyschtscha im Rajon Schydatschiw.

## Geschichte
Das ruthenischrechtliche Dorf wurde im Jahr 1375 als villas nostras Strzelicze erstmals urkundlich erwähnt, als es von Wladislaus II. von Oppeln, dem Statthalter in der „Rus“, an Wasko Teptiukowitsch verliehen wurde. Danach folgten die Erwähnungen von Strzelcze (1392) und Strzelicze (1416). 1417 wurde ein Teil des Dorfs in villa predicta Strelicze ausgegliedert und nach dem Magdeburger Recht als die neue Stadt Strzeliska Nowe, heute Nowi Strilyschtscha gegründet. Das Dokument der Verleihung deutschen Rechts explizit umfasste nur die römisch-katholischen Bewohner, die Ruthenen [im Altdorf, alt - stare/Старі] waren aus dem Recht ausgeschlossen. Der ursprüngliche Dienstsiedlungsname ist vom Beruf des Jägers (polnisch strzelec, ukrainisch Стрілец), der Bogen und Pfeile benutzte, abgeleitet, ab dem 16. Jahrhundert mit dem Suffix -iska/-ища und bezeichnete einen Ort, wo geschossen wurde.
Beide Orte gehörten zum Lemberger Land in der Woiwodschaft Ruthenien der Adelsrepublik Polen-Litauen. Bei der Ersten Teilung Polens kamen sie 1772 zum neuen Königreich Galizien und Lodomerien des habsburgischen Kaiserreichs (ab 1804). 1883 wurde im Wald im Norden eine galiziendeutsche Kolonie Heinrichsdorf bzw. Heinrichshof (polnisch Henrykówka) gegründet, heute ein separates Dorf namens Linija, das nur 36 Einwohnern und 0.1 км² hat.

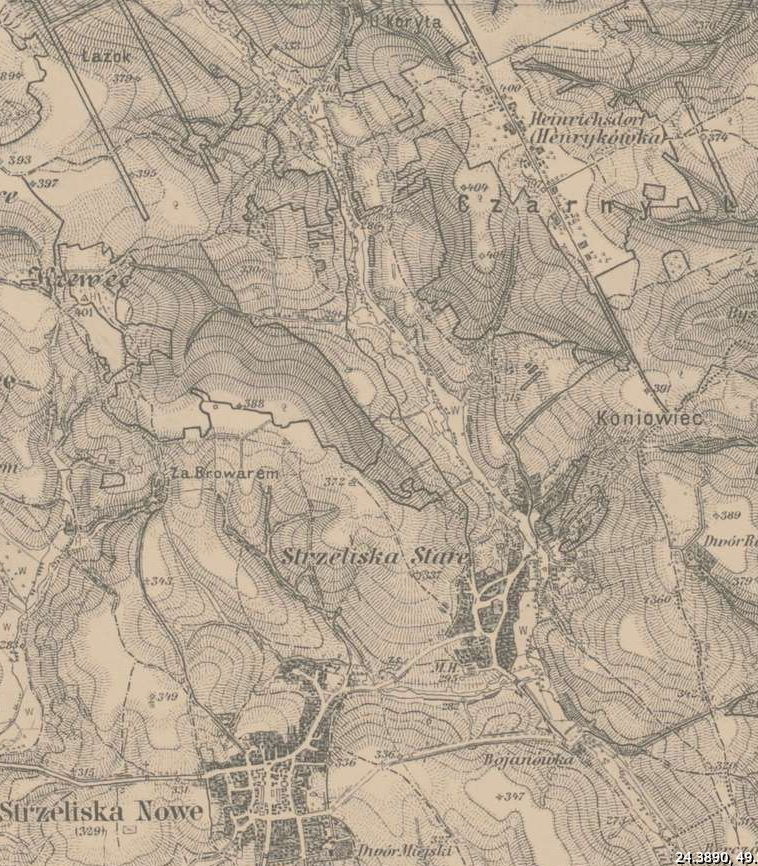
Strilyschtscha Stari und Nowi, sowie die Kolonie Heinrichsdorf auf der Franzisco-Josephinischen Landesaufnahme um 1870

Im Jahr 1900 hatte das Dorf Strzeliska Stare 97 Häuser mit 665 Einwohnern, davon waren 642 ruthenischsprachig, 23 polnischsprachig,  641 griechisch-katholisch, 13 römisch-katholisch, 11 Juden. In der Kolonie Heinrichsdorf/Henrykówka in der Gemeinde Strzeliska Stare gab es 23 Häuser mit 163 Einwohnern, darunter waren 140 polnischsprachig, 23 ruthenischsprachig, es gab 10 Griechisch-Katholiken, 8 Römisch-Katholiken, 6 Juden und 139 waren anderen Glaubens (evangelisch).
Nach dem Ende des Polnisch-Ukrainischen Kriegs 1919 kam die Gemeinde zu Polen. Im Jahr 1921 hatte sie 198 Häuser mit 1189 Einwohnern, davon waren 848 Ruthenen, 341 Polen, 902 waren griechisch-katholisch, 237 römisch-katholisch, 21 evangelisch, 24 waren Juden (Religion).
Im Zweiten Weltkrieg gehörte der Ort zuerst zur Sowjetunion und ab 1941 zum Generalgouvernement, ab 1945 wieder zur Sowjetunion, heute zur Ukraine.